# Jéssica Diéguez Fernández
Jéssica Diéguez Fernández, conocida deportivamente como Chiky (Verín, España, 29 de abril de 1990) es una jugadora española de fútbol sala. Juega de cierre y su equipo actual es el Ourense Envialia de la Primera División de fútbol sala femenino de España.

## Trayectoria
Empezó jugando en el Femuro Verín, y de ahí pasó al Ourense Envialia donde ha permanecido hasta la actualidad.

## Selección nacional
Debutó en la selección nacional el 5 de noviembre de 2019, en Kidricevo en un partido amistoso jugado contra la selección de Eslovenia. En su segundo partido disputado marcó el primer gol con la selección.

## Estadísticas

### Clubes
Actualizado al último partido jugado el 12 de junio de 2022.
| Club | Div.          | Temporada     | Liga  | Liga  | Liga       | Liga      | Copas nacionales(1) | Copas nacionales(1) | Copas nacionales(1) | Copas nacionales(1) | Torneos internacionales(2) | Torneos internacionales(2) | Torneos internacionales(2) | Torneos internacionales(2) | Total(3) | Total(3) | Total(3)   | Total(3)  |
| Club | Div.          | Temporada     | Part. | Goles | Amonestado | Expulsado | Part.               | Goles               | Amonestado          | Expulsado           | Part.                      | Goles                      | Amonestado                 | Expulsado                  | Part.    | Goles    | Amonestado | Expulsado |
| --- | ------------- | ------------- | ----- | ----- | ---------- | --------- | ------------------- | ------------------- | ------------------- | ------------------- | -------------------------- | -------------------------- | -------------------------- | -------------------------- | -------- | -------- | ---------- | --------- |
| Ourense Envialia · España |               |               |       |       |            |           |                     |                     |                     |                     |                            |                            |                            |                            |          |          |            |           |
| 1.ª |               |               |       |       |            |           |                     |                     |                     |                     |                            |                            |                            |                            |          |          |            |           |
| 2009-10 | 25            | 2             | 1     | 0     | 0          | 0         | 0                   | 0                   | -                   | -                   | -                          | -                          | 25                         | 2                          | 1        | 0        |            |           |
| 2010-11* | 8             | 1             | 0     | 0     | 0          | 0         | 0                   | 0                   | -                   | -                   | -                          | -                          | 8                          | 1                          | 0        | 0        |            |           |
| 2011-12 | 18            | 0             | 1     | 0     | 1          | 0         | 0                   | 0                   | -                   | -                   | -                          | -                          | 18                         | 0                          | 0        | 0        |            |           |
| 2012-13 | 18            | 3             | 1     | 0     | -          | -         | -                   | -                   | -                   | -                   | -                          | -                          | 18                         | 3                          | 1        | 0        |            |           |
| 2013-14 | 19            | 6             | 1     | 0     | -          | -         | -                   | -                   | -                   | -                   | -                          | -                          | 19                         | 6                          | 1        | 0        |            |           |
| 2014-15 | 27            | 6             | 2     | 0     | -          | -         | -                   | -                   | -                   | -                   | -                          | -                          | 27                         | 6                          | 2        | 0        |            |           |
| 2015-16 | 25            | 4             | 1     | 0     | -          | -         | -                   | -                   | -                   | -                   | -                          | -                          | 25                         | 4                          | 1        | 0        |            |           |
| 2016-17 | 28            | 4             | 4     | 0     | 3          | 1         | 0                   | 0                   | -                   | -                   | -                          | -                          | 31                         | 5                          | 4        | 0        |            |           |
| 2017-18 | 26            | 1             | 1     | 0     | 3          | 0         | 1                   | 0                   | -                   | -                   | -                          | -                          | 29                         | 1                          | 2        | 0        |            |           |
| 2018-19 | 30            | 5             | 3     | 0     | 2          | 0         | 0                   | 0                   | -                   | -                   | -                          | -                          | 32                         | 5                          | 3        | 0        |            |           |
| 2019-20 | 23            | 9             | 3     | 0     | 2          | 0         | 0                   | 0                   | -                   | -                   | -                          | -                          | 25                         | 9                          | 3        | 0        |            |           |
| 2020-21 | 24            | 6             | 2     | 0     | 3          | 0         | 0                   | 0                   | -                   | -                   | -                          | -                          | 27                         | 6                          | 2        | 0        |            |           |
| 2021-22 | 24            | 6             | 2     | 0     | 2          | 2         | 0                   | 0                   | -                   | -                   | -                          | -                          | 26                         | 8                          | 2        | 0        |            |           |
| Total club | Total club    | 298           | 53    | 22    | 0          | 16        | 3                   | 1                   | 0                   | -                   | -                          | -                          | -                          | 314                        | 56       | 23       | 0          |           |
| Total carrera | Total carrera | Total carrera | 298   | 53    | 22         | 0         | 16                  | 3                   | 1                   | 0                   | -                          | -                          | -                          | -                          | 314      | 56       | 23         | 0         |
| (1) Incluye datos de Copa de España / Supercopa de España. (2) Incluye datos de Campeonato de Europa de Clubes. (3) No incluye datos de partidos amistosos. |               |               |       |       |            |           |                     |                     |                     |                     |                            |                            |                            |                            |          |          |            |           |

Nota: En la temporada 2010-11 faltan por comprobar 9 jornadas

## Palmarés y distinciones
- Liga española: 1

2010-11
- Copa de España: 1

2017
- Supercopa de España: 1

2012